# Michael Pedersen Kierkegaard
Michael Pedersen Kierkegaard, född 12 december 1756, död 9 augusti 1838, var en dansk handelsman som på sin tid var en av Danmarks rikaste män. Han var far till biskopen Peter Christian Kierkegaard och filosofen Søren Kierkegaard. 26 april 1797 gifte han om sig med Ane Sørensdatter Lund (1768–1834), dotter Søren Jensen Lund (1725–1798) och hans fru Maren Larsdatter Lund (1731–1821) med vilken han fick sönerna Peter och Søren.
Michael Pedersen Kierkegaard, född 12 december 1756 i en bondes familj Peder Christensen Kierkegaard (1712–1799) och hans fru Maren Andersdatter Kierkegaard (1727–1813). M. P. Kierkegaards föräldrar var av fattig bondesläkt och bodde på Västjyllands ödsliga hedmarker. Som ung pojke var M. P. Kierkegaard anställd hos sin fars kusin, bonden och fårhandlaren Mikkel Graversen Andbæk, och fick följa med denne till Köpenhamn. Där hade pojken en ogift morbror, Niels Andersen Sædding, som hade etablerat sig som lärftkramhandlare. M. P. Kierkegaard fick sin utbildning av morbrodern och fick själv burskap (blev borgare) som lärftkramhandlare. Handeln gick bra. 1794 gifte han sig med systern till en kompanjon. Hon hette Kirstine Nielsdatter Røyen (1758–1796) och avled i lunginflammation i mars två år senare, innan paret hade fått några barn. Samma år dog morbrodern och M. P. Kierkegaard fick ärva. Vid endast 40 års ålder, i februari 1797, överlämnade han sin affär till två yngre släktingar och levde resten av sitt liv, mer än 40 år, på pengarna från företaget.
M. P. Kierkegaard tjänade även pengar på husaffärer. Den stora eldsvådan i Köpenhamn 1795 drabbade inte hans egendom. Vid statsbankrutten 1813 hade han sina pengar placerade på ett sådant sätt att han undvek katastrofen.

## Familjemedlem
Gift med Ane Sörensdatter Lund (1768—1834), sju barn föddes:
- Maren Kierkegaard (1797―1822)
- Nicoline Kierkegaard (1799―1832)
- Petrea Severina Kierkegaard (1801―1834)
- Peter Christian Kierkegaard (1805―1888) ― Biskop i Älborgs stift från 1857 till 1875 och Danmarks kulturminister 1867―1868.
- Søren Michael Kierkegaard (1807―1819)
- Niels Kierkegaard (1809―1833)
- Søren Kierkegaard (1813―1855) ― filosof, teolog, poet och religiös författare.